# Sphenomorphus incognitus
Sphenomorphus incognitus — вид сцинкоподібних ящірок родини сцинкових (Scincidae). Мешкає в Південно-Східній Азії.

## Поширення і екологія
Sphenomorphus incognitus мешкають на півдні Китаю, зокрема на острові Хайнань, а також на півночі В'єтнаму та на Тайвані. Вони живуть у вологих субтропічних лісах, на берегах струмків, на висоті від 200 до 2000 м над рівнем моря. Живляться комахами та іншими безхребетними. Відкладають яйця.